# Vanilla bertoniensis
Vanilla bertoniensis är en orkidéart som beskrevs av Moisés de Santiago Bertoni. Vanilla bertoniensis ingår i släktet Vanilla och familjen orkidéer. Inga underarter finns listade i Catalogue of Life.